# دریانوردی فینیقی‌ها
دریانوردی فینیقی‌ها و هنر آن‌ها را در کشتی‌سازی در تاریخ زبانزد بوده‌است. این قوم با تسلط بر ستاره قطبی می‌توانستند در شب دریانوردی کنند. فنیقی‌ها در کرانه‌های دریای مدیترانه بالاخص لبنان سکنی گزیدند و خود را کنعانیان می‌نامیدند، کلمه فنیقیه معرب phoinike) Φοινίκη) یعنی نامی است که یونانی‌ها به این مملکت داده بودند و احتمالاً به معنای رنگ ارغوانی است و با نام کنعان پیوند دارد.
فنیقی‌ها چون بین دو ملت متمدن قدیمی تر، یعنی مصری‌ها و بابلی‌ها واقع بودند، علوم و فنون زیادی را از آن‌ها اقتباس کردند و شهرهای متعددی را در ساحل دریای مدیترانه بنا کردند که چندین شهر آنها بسیار معروف شدند. قوم فنیقی موفق نشدند دولت واحدی را تشکیل دهند و هر شهر آن‌ها امیر یا پادشاهی مخصوص به خود را داشت اما همگی شاخه‌های این قوم در دریانوردی شهرتی بسزا یافتند. در کتاب «خاستگاه فنیقی بریتانیایی‌ها، اسکات‌ها و ساکسون‌ها» لارنس آستین وادل معتقد است، فنیقی‌ها در واقع ادامهٔ اقوام هیتی‌ها هستند که در ممالک سوری-هیتی می‌زیستند و در نتیجه تحت تأثیر اقوام سمیتیک قرار گرفتند. دلیل اینکه برخی فنیقی‌ها را سمیتیک می‌خوانند صرفاً از آن روی است که آنها از راست به چپ می‌نوشتند، این در حالی است که از راست نویسی در بین برخی دیگر از آریایی‌ها نیز رخ داده‌است … بنا به گفتهٔ لارنس آستین وادل، از جمله افرادی که در زمان او نگاشته‌هایی از راست‌به‌چپ نوشته شده‌است، آشوکا بود که در زمان وی آثار بودایی از راست به چپ نگاشته شدند.

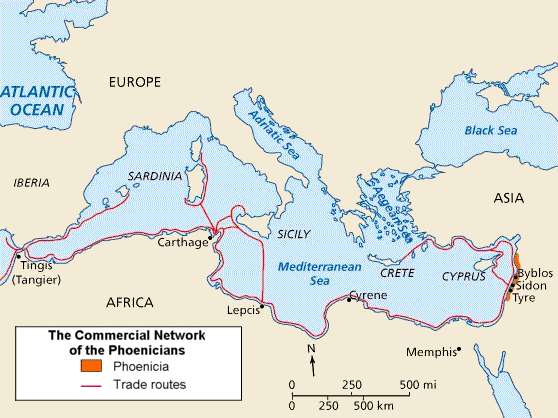
مسیرهای بازرگانی فنیقی‌ها.

سازمان مملکتی فینیقی‌ها تشکیل شده از مناطقی بود که باید آن‌ها را دولت شهر نامید؛ که مهمترین آن‌ها صیدا و بوبلوس (جبیل) بود، فنیقی‌ها در دیگر نقاط جهان نیز دولت شهرهایی داشتند که، کارتاژ از جمله این نواحی بود. آن‌ها کم و بیش تحت تأثیر و استیلای مصری‌ها قرار داشتند.
فینیقی‌ها در تمام بنادر مدیترانه شمالی تجارت این منطقه را به خود اختصاص داده‌بودند. مستعمرات و تجارتخانه‌های فنیقی در تمام عالم قدیم پراکنده بود. این مردم از طرف غرب تا جزیره‌های بریتانیا و از طرف شرق تا نزدیکی هندوچین تجارت می‌کردند، و بر اساس شواهدی که کشف شده مستعمراتی داشته‌اند. فینیقی‌ها مکرراً از جانب آشوری‌ها مورد حمله قرار می‌گرفتند. این قوم، در دریانوردی مهارت تام یافتند در نتیجه فنیقی‌ها، به تابعیت درآمدن مقطعی، تحت ملل دیگر، زیاد اهمیت نمی‌دادند، زیرا همچنان در دریاها و مستعمرات تحت اقتدار خود باقی می‌ماندند و دریانوردان فنیقی کمتر در اندیشه آفریدن یک نیروی نظامی بودند. دریانوردان فنیقی در سواحل سوریه و جزیره کرت و جزایر یونان دریانوردی می‌کردند و کار آن‌ها صید صدف‌های مخصوصی بود که از آن‌ها رنگ ارغوانی به دست می‌آمد. تهیه رنگ پارچه‌های پشمی ارغوانی در آن موقع مخصوص کارگاه‌های صیدا و صور بود. همچنین بازرگانی و دادوستد عطریات، فلزات، سنگ‌های قیمتی، چوب لبنان و دیگر فراورده‌های خاورزمین و برده‌فروشی بدست آن‌ها صورت می‌گرفت. مهارت فنیقی‌ها در امور بازرگانی سبب شد که اکثر بازارهای آن روز از مشرق مدیترانه تا اسپانیا، بدست آن‌ها باشد. شواهدی دردست است که مردمان فینیقی از هند کالا می‌خریدند و به مدیترانه وارد شده و در سواحل جنوبی و شمالی آن می‌فروختند.
دریانوردان فنیقی به سواحل دوردست فرانسه واسپانیا سفر می‌کردند تا محصولات مردم خود را با غله و فلزهای آنان مبادله کنند. هخامنشیان نیز دریانوردی را از فینیقی‌ها آموختند. بندرهای «صور» (تیر) (tyr) «صیدا» (sidon)، «جبل» (gabal)، «بیریتوس» (بیروت) (berytus) برای مردم این خطه موقعیت بی‌مانندی برای بازرگانی داشت و اکثریت آن‌ها تاجر و دریانورد بودند، آنان از راه بنادر لبنان به بندر «مارسی» در فرانسه و جزیره «سیسیل» در ایتالیا رفت و آمد می‌کردند، آنان حتی به سواحل اسپانیا و انگلستان هم رفته‌اند. عده‌ای از آنان به سواحل شمالی آفریقا در تونس کنونی مهاجرت کرده و شهر کارتاژ (cartage) را بنا کردند.